# Gambusia echeagarayi
Gambusia echeagarayi — вид прісноводних живородних коропозубоподібних риб родини Пецилієвих (Poeciliidae).

## Поширення
Вид зустрічається у річці Ріо-Мічол (Rio Michol) у штаті Чіапас на півдні  Мексики.

## Опис
Дрібна рибка, 3-3,5 см завдовжки.

## Спосіб життя
Живородний вид.  Вагітність триває 28 днів. Самиця народжує 10-20 молодих.